# Перше болгарське царство

Фрагмент пам'ятника засновникам Болгарської держави: хан Крум з синами (м. Шумен)

Перша болгарська держава (болг. Първа българска държава), також Перше болгарське царство або Перша болгарська імперія (церк.-слов. ц︢рьство бл︢гарское) — історіографічна назва для болгарської держави на півночі Балканського півострова, що існувала у період між 681 та 1018 роками. Болгарське царство заснували три етнічні групи:
- протоболгари — тюрські племена під проводом хана Аспаруха[6], що прийшли на Балкани у VII столітті з Центральної Азії[7];
- слов'яни — севери, смоляни, драговіти, ринхіти, з кінця V століття вони заселяли Родопи, Македонію, північ Болгарії;
- фракійці — одриси, бессі, астіси, мези, гети, трибали — автохтонні мешканці Фракії.

Найбільшого розквіту досягло за царя Симеона I. Столицею держави спочатку було місто Плиска, потім з 893 року — Преслав. До складу держави входила і частина території сучасної України, зокрема Закарпатська область та південь сучасної Одещини — історичний Буджак.

## Формування держави
Перше болгарське царство виникло у часи, коли болгари перебували на стадії переходу від кочового до осілого способу життя, сформувався дієздатний прошарок знаті, склалося стійке військове об'єднання, завдяки якому вони здобули перемогу над Візантією. Відтак союз кочових племен почав набувати ознак ранньої держави. У цей час формування передумов виникнення держави у слов'янських племен на цій території гальмувався домінуванням Візантії. Слов'яни були розрізнені, жили часто на значній відстані одні від одних, і не могли консолідуватися навіть для боротьби з Візантією.
Більшість істориків схиляється до того, що до початку ІХ століття Болгарія мала федеративний характер: поряд з болгарами, які становили замкнену військово-адміністративну структуру, до неї входили слов'янські родоплемінні об'єднання. Домінуюче становище мали болгари і новостворена держава отримала назву Болгарія. Столицею держави стала Плиска, яка поступово зі звичайного військового табору перетворилась на фортецю і адміністративно-політичний центр.
Слов'янські племена, хоч і визнали владу хана Аспаруха, зберігали територіальну окремішність. Слов'яни брали участь у військових походах та в охороні кордонів, платили данину та виконували трудову повинність, але мали самостійність у внутрішньому управлінні.

### Кордони Болгарії
Територією Болгарії стали землі колишньої римської провінції Мезія (сучасна Північна Болгарія). На півдні кордоном з Візантією був Старопланінський масив. На сході новоутвореній державі належало чорноморське узбережжя, за винятком кількох міст (Томі, Одессос, Месемврія, Анхіало), які були візантійськими. На північному сході під контролем Аспаруха була територія межиріччя Прута й Дністра, а на північному заході — землі до Золотих воріт на Дунаї і відрогів Карпат. «Окреслені землі сучасники вважали володінням болгарських ханів, а власне Болгарією тривалий час (десь до початку ХІ ст.) вважали лише невелику територію навколо столиці Пліски в Добруджі, тобто місце розселення Аспарухових болгар. Це, зокрема, свідчить про те, що чисельне співвідношення між болгарами і слов'янами було на користь других».

### Влада
На початку влада належала представникам болгарської династії Дуло. Згідно з язичницькими уявленнями болгар влада хана мала божественне походження, тому правитель іменувався «великим ханом, поставленим богом», його особа вважалася священною. Влада хана опиралася на болгарських аристократів — боїлів і багаїнів, які посідали керівні посади у війську і управлінні. У слов'янському середовищі хана підтримувала родоплемінна знать, потім знана як болярство. Безпосередньою опорою хана була військова дружина, а найближчим помічником — кавханом. При хані існувала рада з шести боїлів, які відповідали за найважливіші галузі управління. Серед них дуже впливовим був «ічіргу боїл», який контролював військові фортеці. Водночас болгари зберігали практику скликання народних зборів, на яких вирішувалися найважливіші справи, як то обрання нового володаря у випадку династичної кризи.

### Військо
Основу болгарського війська складали кінні общинники. Кіннота у болгарському війську була найбільш численним контингентом. Важкий обладунок могли собі дозволити лише найбагатші дружинники. Піхота, яку формували слов'янські піддані царя, не мала захисного озброєння. Озброєння болгар являло собою синтез північноєвропейських, візантійських і кочівницьких елементів. Основною зброєю болгарської кінноти був складний лук і стріли із залізними наконечниками, використовували списи, мечі, палаші та шаблі. На території Болгарії відомі також знахідки бойових кинджалів, сокир, чеканів.

### Внутрішня і зовнішня політика
Внутрішня політика хана Аспаруха майже не відображена в джерелах. У зовнішньополітичній центральне місце мали відносини з Візантією, яка після угоди 681 року декілька років сплачувала Болгарії данину. 689 року Візантія перемогла болгарське військо, але хан взяв реванш, розгромивши в Родопах візантійську армію, що поверталася з Македонії. Після цього Аспарух сконцентрував свої зусилля на боротьбі з хозарською загрозою і збудував оборонний земляний вал, що пролягав від міста Чорна Вода на Дунаї до Кюстенджі на Чорному морі. Припускають, що Аспарух загинув 700 року у битві з хозарами.
Наступником Аспаруха став його син Тервел (700—721), талановитий воєначальник і дипломат. Його політика також була направлена на розширення території і зміцнення особистої влади. Підтримавши детронізованого у Візантії імператора Юстиніана ІІ, Тервел отримав від нього стратегічно важливу область Загоре в північно-східній частині Фракії та звання кесаря, який не був поцінований болгарами і не став спадковим. 708 року візантійці спробували силою повернути втрачену область, але зазнали поразки під Анхіало. 716 року Візантія уклала з Болгарією угоду, за якою гарантувала сплату данини та сприяння торгівлі, а болгари підтримували візантійців у боротьбі з арабами. 717 року хан Тервел врятував оточений Константинополь, завдавши арабам удар з тилу. Нормалізація стосунків з Візантією сприяла розвитку Болгарії та її економічному піднесенню.

## Династична криза
Наступником Тервела став хан Севар (722—737), про правління якого мало відомостей у джерелах.
Але у 720-х роках виникла міжродова ворожнеча, зумовлена прагненням перерозподілу пасовищ, оскільки основною галуззю економіки було скотарство. У результаті державного перевороту до влади прийшов хан Кормісош (737—754) з роду Вокіл (Укіл), а його наступником став хан Вінех (754—760) з тієї ж династії. Зміна влади супроводжувалася ворожнечою, що послабила Болгарію і цим скористалася Візантія. 760 року болгари зазнали поразки у битві під фортецею Маркелі (тепер м. Карнобат поблизу Бургаса). Це спричинило новий переворот, Вінеха було вбито, а на його місце, за відомостями візантійського хроніста Теофана Ісповідника, поставлено «людину злонравну по імені Телец» (760—763) з роду Угаїн. Він напав на землі Візантії, але 763 року зазнав поразки. Після цього став жертвою змови. Новим ханом став Сівін (763—765), за два роки його звинуватили у зраді болгарських інтересів і він утік до Візантії. На його місце прийшов Умор (765), який був ханом 40 днів, після чого був, очевидно, убитий. Те саме сталося і з його наступником, ханом Токту (766). Так у боротьбі між родами було знищено стару болгарську аристократію, що полегшило проникнення у владні структури слов'ян. З міжусобиць намагався скористатися візантійський імператор Костянтин V, який здійснив упродовж 755—775 років десять військових походів, і хоч не зазнав переконливої перемоги, виснажив сили болгарської держави.
Подолання внутрішньої кризи сталося за правління хана Телерига (766—777) та хана Кардама (777—796), коли болгарська держава зміцнилася. 792 року Візантія зазнала поразки поблизу фортеці Маркелі і підписала болгаро-візантійську угоду, за якою Візантія сплачувала щорічну данину. Ця перемога стабілізувала державу і криза була подолана.

## Правління хана Крума
Наступником Кардама і засновником нової династії став виходець з паннонських болгар хан Крум (796—814). На початку свого правління встановив низку правових норм («Крумові закони», текст не зберігся), що були однаковими для всіх підданих, незалежно від етнічної приналежності. Урівняння в правах слов'янської та болгарської знаті вело до змішування та взаємовпливу етносів.
Зовнішня політика хана обумовлювалася піднесенням Франкської держави, яка стала сусідкою Болгарії на середньому Дунаї. 805 року Крум встановив контроль над землями слов'ян на середньому Дунаї та південно-західних схилах Карпат.

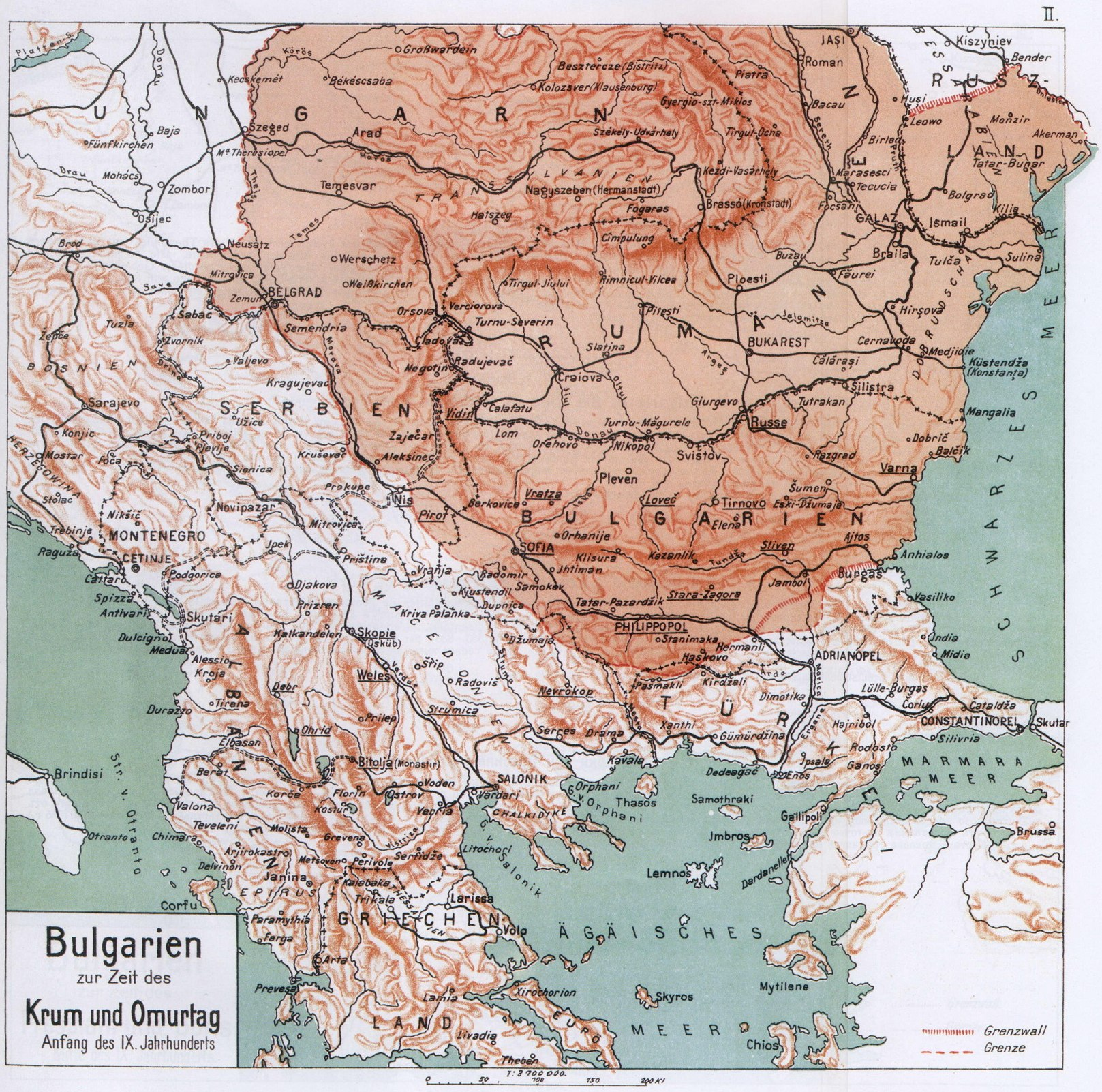
Болгарія за часів ханів Крума і Омуртага

807 року військо Крума напало на візантійців у долині річки Струми, а 809 року здобуло місто-фортецю Сердіка (сучасна Софія). 811 року візантійський імператор Никифор I пішов походом на Болгарію і на підході до Пліски розбив болгарське військо. 20 липня він здобув болгарську столицю, яку розграбував і зруйнував. Тим часом хан Крум зібрав всі резерви і 26 атакував візантійців на Вербішському перевалі, розбив візантійців, полонив імператора і стратив.
812 року Крум вирушив у Південно-Східну Фракію і захопив візантійські фортеці, зокрема Месемврію (сучасний Несебир). 22 червня поблизу Адріанополя візантійці програли вирішальну битву. Хан дійшов до Константинополя, але не штурмував його. 814 року хан розпочав підготовку до нового походу, але несподівано помер.

## Правління хана Омуртага
Хан Омуртаг (814—831) підписав із Візантією 815 року мирний договір терміном на 30 років. Після цього зосередив увагу на північно-західному кордоні, де слов'янські племена намагалися перейти під владу франкського імператора. 827 року Омуртаг силою відновив болгарську владу і призначив своїх управителів, реалізуючи започатковану Крумом військово-адміністративну реформу. Її суть полягала в поділі країни на 9 військово-адміністративних областей (комітатів), якими керували віддані хану особи. Це сприяло слов'янізації країни, зокрема, два молодші сини Омуртага отримали слов'янські імена Звініца і Маламир.
Правління Омуртага позначене будівництвом: він відновив Плиску, звів нові міста Преслав і Малий Преславец на Дунаї. За його вказівкою на колонах, стінах храмів зроблені грецькі написи про найважливіші тогочасні події (збереглося близько 80). Храми Омуртаг будував язичницькі, на честь бога Танга, намагаючись протидіяти поширенню християнства, представників якого жорстоко переслідував. Правління Омуртага сприяло зміцненню і розвитку Болгарії, однак визнанню її на міжнародній арені заважало язичництво. Втім, про поширення християнства серед болгарської еліти свідчить той факт, що старший син Омуртага Енравота був християнином, за що був страчений за наказом брата Маламіра (831—836), за правління якого фактичним володарем був кавхан Ісбул. Тоді відновилася антивізантійська політика, територія Болгарії поширилася на частину Родоп, зокрема місто Філіппополь (сучасний Пловдив). Подальший натиск був припинений раптовою смертю Маламира. Його наступником став племінник Пресіан (836—852), про діяльність якого мало відомостей. Відомо, що він намагався приєднати території Західних Родоп, Македонії та Албанії, але був втягнутий у конфлікт з сербськими князями, що тривав кілька років.

## Правління Бориса І

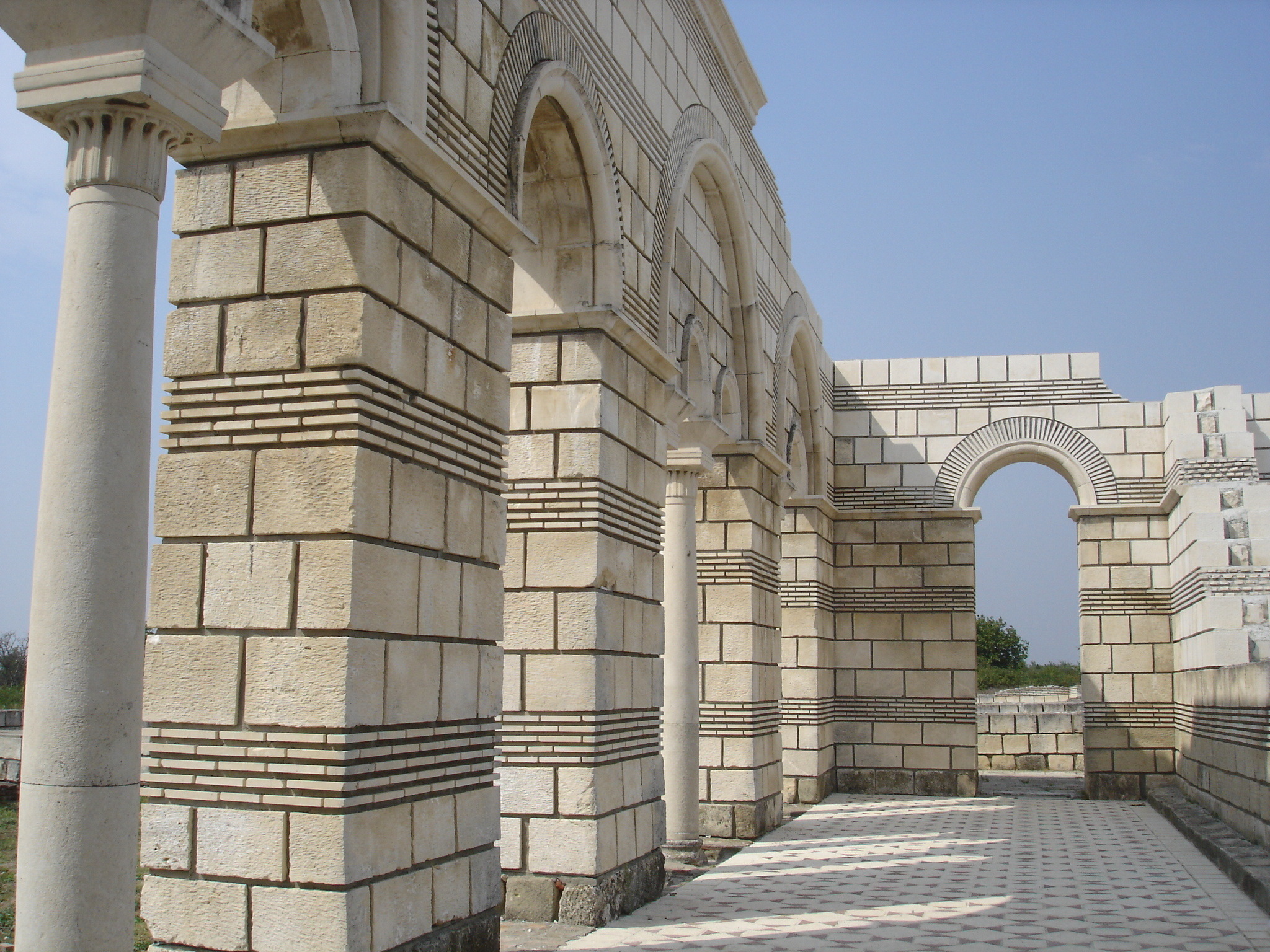
Фрагменти базиліки у Плисці

Після смерті Пресіана на трон вступив його син Борис І (852—889). Перші роки його правління було визначено впливом загострення суперечностей між Римським апостольським престолом і Константинопольською патріархією, які змагалися за вплив на народи Центральної і Південно-Східної Європи. Прагнучи захиститися від Східно Франкського королівства, Борис уклав союз з Моравським князівством та Західно Франкським королівством, чим спровокував напад 853 року короля Людовика Німецького. Поразкою закінчився і конфлікт з Хорватією, а 855 р. почалася болгарсько-візантійська війна, яку болгари теж програли. Борис І підписав мирний договір, за яким повертав причорноморські міста та землі у верхній течії Маріци, зокрема й Філіппополь. На початку 60-х років, готуючись до війни з Візантією за повернення територій, Борис І уклав 862 року договір з Східнофранкським королівством, за яким Болгарія мала прийняти християнство західного зразка. Однак черговий напад візантійської армії, якій виснажена неврожаєм і землетрусами країна не змогла чинити опір, спричинив те, що угода з Німеччиною була розірвана. Натомість між Візантією і Болгарією було укладено Глибокий мир, за яким Болгарія мала прийняти християнство за східним обрядом. За це Візантія повертала область Загоре.

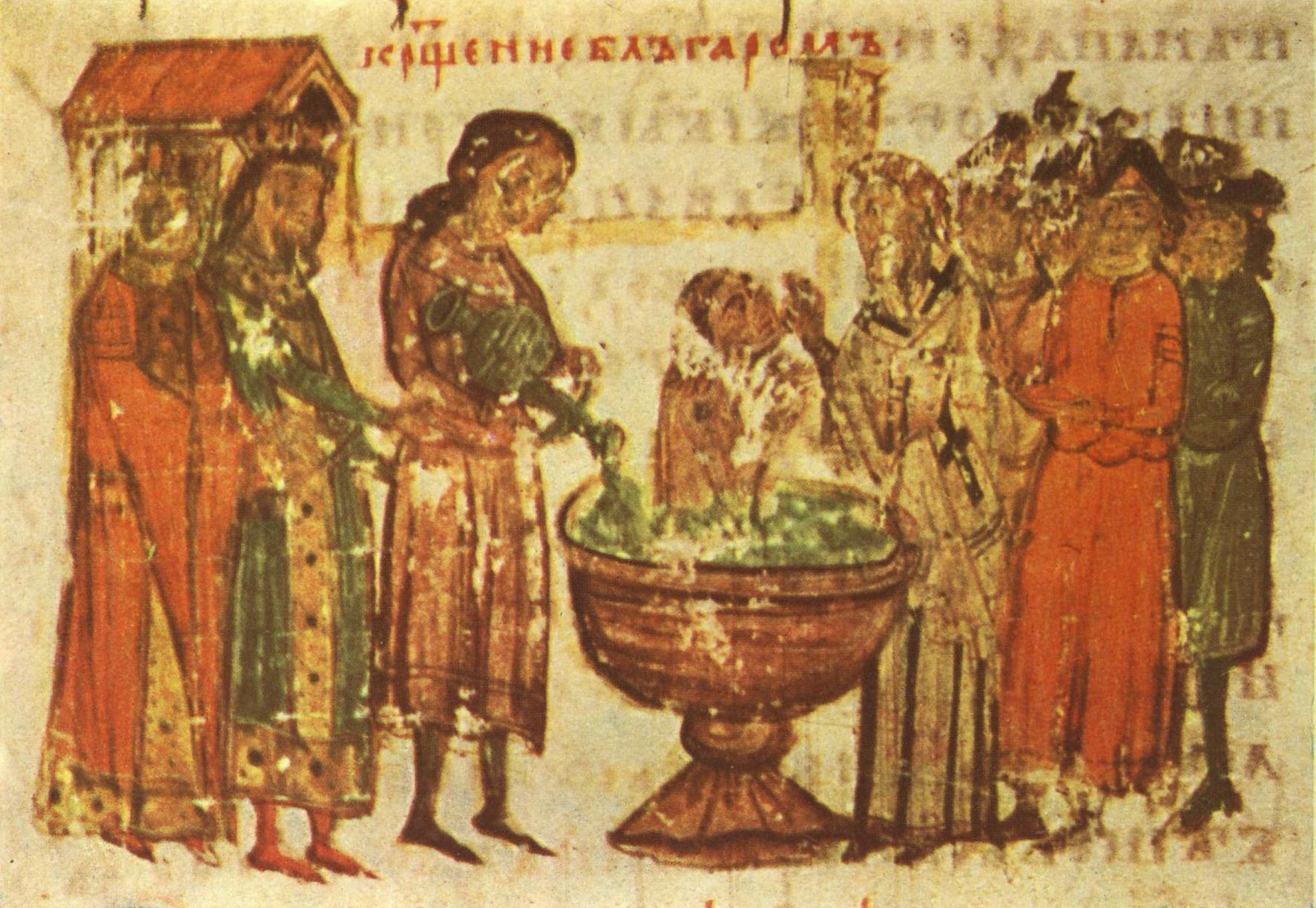
Хрещення болгар. Мініатюра

Хрещення Болгарії відбулося 864 року. Під час хрещення Борис І отримав ім'я Михайла і титул князя. Хрещення проходило болісно, 865 року спалахнув бунт, який був жорстоко придушено, а 52 болярам-учасникам відтято голови. Після цього було знищено всі язичницькі капища.
Не бажаючи підпорядковуватися Візантії, Борис І прагнув створити Болгарську церкву. Константинополь відмовив, тому Борис І відправив делегацію до папи з проханням висвятити для Болгарії патріарха, тобто визнати болгарську церкву незалежною. Рим на це не погодився, але вислав до Плиски місіонерів і згодом висвятив архієпископів. Натомість Візантія 870 року домоглася на церковному соборі повернення Болгарської церкви під юрисдикцію Константинополя, обіцявши Болгарській церкві автокефалію.
886 року до Болгарії прибули послідовники Кирила і Мефодія Климент, Наум та Ангеларій, за допомогою яких Борис вирішив протидіяти грецькому засиллю. Він заснував два культурні осередки: один у Плисці, інший у м. Охрид (тепер Македонія). Наставником останнього став Климент, який розгорнув активну діяльність, зокрема й літературну. Його ім'ям названо Софійський університет.

## «Золотий вік» Болгарії
889 року Борис І зрікся трону і постригся в монахи. Його наступником став старший син Владімір Расате (889—893). Він вирішив проводити антивізантійську політику і уклав союз із східнофранкським королем. Загострення болгарсько-візантійських відносин активізувало противників християнства. За цих обставин Борис І залишив монастир і 893 здійснив державний переворот. Владіміра Расате було усунуто від влади, осліплено і кинуто до в'язниці. На його місце Борис І посадив свого третього сина Симеона, після чого повернувся до монастиря. За заслуги перед християнством був канонізований. Разом з тим столицю країни перенесено до Преслава і запроваджено слов'янську мову як богослужбову. Так грецьке духівництво замінили на болгарське, вихованців учнів Кирила і Мефодія. Старослов'янська мова також стала мовою державного управління і так поступово зникла болгаро-тюркська мова. Так наприкінці Х століття сформувалася досить монолітна болгарська народність.

### Правління Симеона

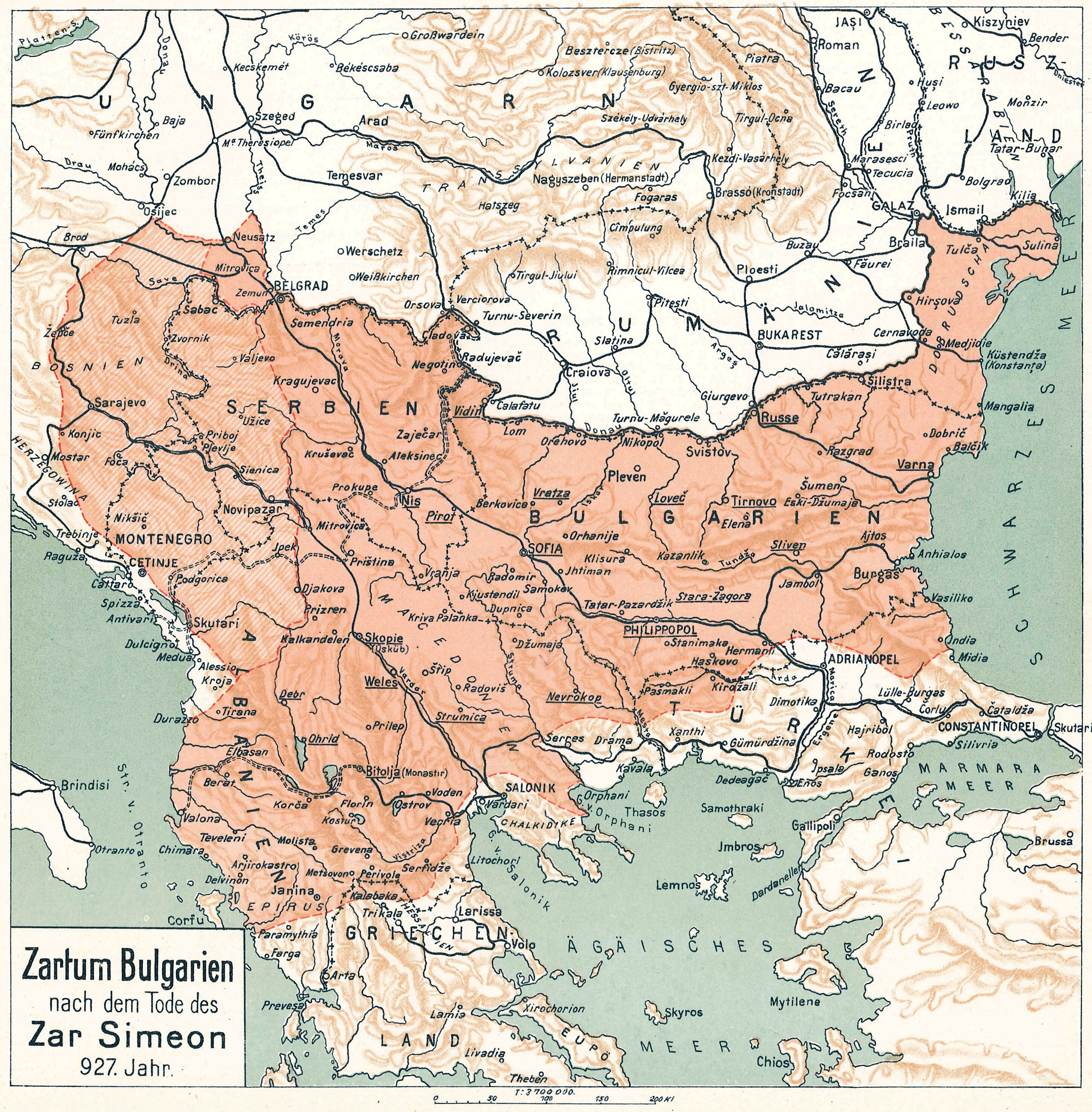
Територія Болгарії 927 року

Симеон (893—927) виростав християнином (народився у рік хрещення). Юнацькі роки провів у Константинополі, де здобув добру освіту. 886 року повернувся на батьківщину, постригся в монахи, щоб в майбутньому очолити Болгарську церкву, але після перевороту був змушений розстригтися і очолити державу.
У відповідь на витіснення грецьких священників, Візантія завдала удару торгівельним інтересам Болгарії, торгівельна війна переросла у військовий конфлікт, що завершився розгромом візантійських військ у Східній Фракії та полоном гвардії імператора. За наказом Симеона їм відтяли носи і відпустили додому, щоб «осоромити візантійців». У відповідь імператор підкупив угорців напасти на Болгарію. Симеон зазнав поразки і змушений був ховатися в Доростолі на Дунаї.
896 року під Булгарофігоном (сучасна Туреччина) Симеон розгромив візантійців і дійшов до Константинополя, після чого уклав угоду про повернення до попередніх умов торгу та данину, яку сплачувала Візантія. 904 року нова угода закріпила за Болгарією землі у Північній Македонії та сучасній Албанії. Після цього настав тривалий період затишшя.

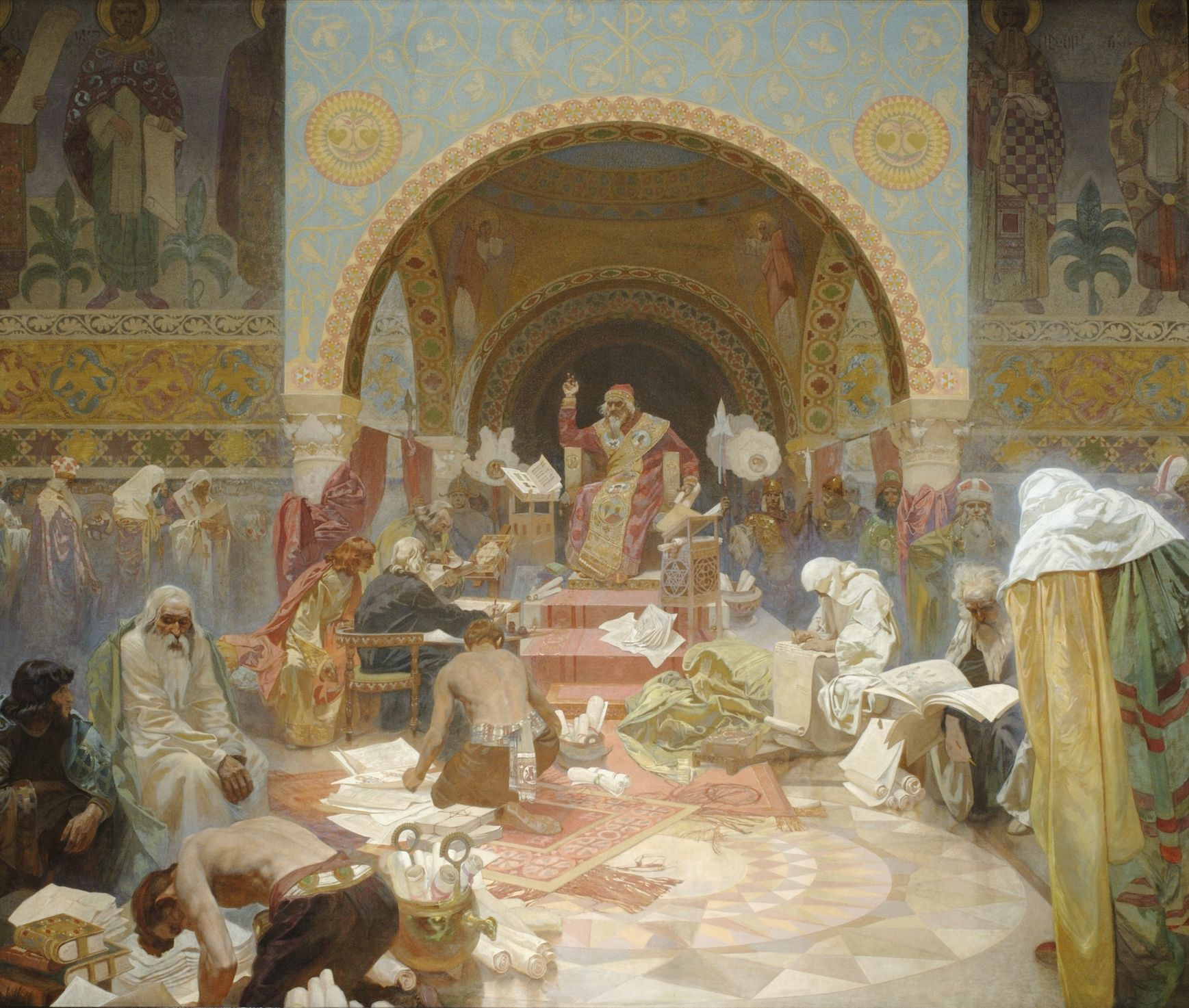
«Цар Симеон — основоположник слов'янської літератури» (1923), картина чеського художника Альфонса Мухи

Після смерті візантійського імператора 912 року відносини знову ускладнилися, оскільки Візантія відмовилася платити данину. 913 року Симеон пішов походом на Константинополь і змусив до нової угоди: малолітній візантійський імператор Константин VII Багрянородний має одружитися з дочкою Симеона, що забезпечило йому роль співправителя. Однак 914 року у Візантії відбувся державний переворот, після якого керувати імперією стала мати імператора Зоя. Вона розірвала заручини сина, чим спричинила тривалу війну. 915 року Симеон напав на Фракію, а 917 року розбив візантійські війська на березі річки Ахелой. Продовжуючи походи проти Візантії, Симеон сподівався домогтися виконання угоди. Але після чергового перевороту, управління Візантією перейшло до воєначальника Романа Лакапіна, дочка якого вийшла заміж за імператора.
918 року за вказівкою Симеона Болгарська церква самовільно проголосила свою незалежність від Константинополя, а Симеон отримав царську корону. Втім, титул не був визнаний візантійським імператором і константинопольським патріархом. Тому 923 року Симеон знову вирушив у похід проти Константинополя, але нічого не досяг. 924 року він пішов війною на сербів, після чого Сербія стала болгарською провінцією. Однак у 926—927 роках програв війну з Хорватією. Прагнучи визнання титулу Римським Папою, Симеон готував нову війну з Візантією, але раптово помер 927 року.
За час його правління територія Болгарії суттєво розширилася, зріс авторитет на зовнішній арені та активно розвивалася культура.

## Кінець Преславського царства

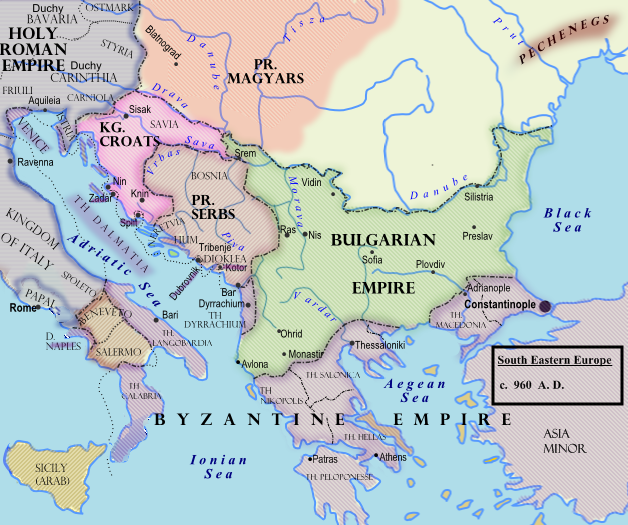
Болгарія за часів Петира

Наступником Симеона став його син Петир (927—968), який не мав великодержавних амбіцій. З огляду на складну економічну ситуацію, болгари 927 року уклали угоду про 30-річний мир. Згідно з ним, Болгарія відмовлялася від завойованих візантійських територій, лишаючи ті, що були визнані угодою 904 року, а територіальні втрати Болгарії компенсовувала данина. Болгарський правитель отримав титул кесаря. Петир одружився з внучкою Романа Лакапіна Марією. Константинопольська патріархія визнала повну незалежність Болгарської церкви. Ця угода не була сприйнята частиною болгар і проти Петира готувалися змови, які очолили його брати Іван (928) і Михаїл (930). Обидва заколоти вдалося придушити.
Також 927 року сербський князь підняв антиболгарське повстання і відновив незалежність Сербії. У 934, 943, 961—962, 968 рік через територію Болгарії походом на Візантію пройшли угорці, завдавши значних руйнувань. Також болгарські землі зазнали шкоди від печенігів, які 943 року ходили разом з київським князем Ігорем на Візантію.

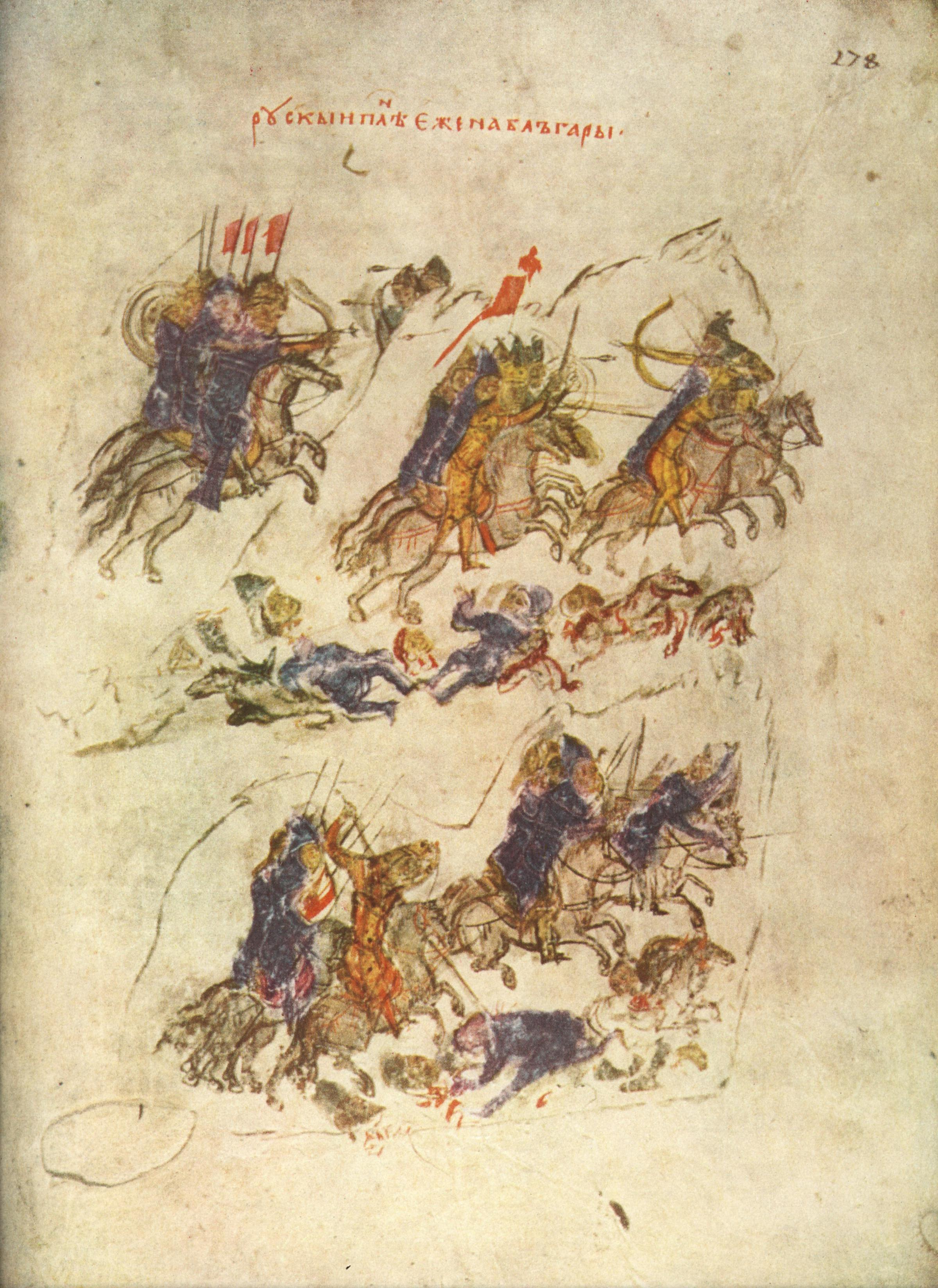
Нашестя русинів на Болгарію 968 року. Мініатюра з літопису.

Після 944 року, коли було усунуто Романа Лакапіна, стосунки з Візантією погіршилися. Імператор Никифор II Фока 963 року погодився і надалі сплачувати данину, але фактично узяв у заручники обох синів Петира — Бориса та Романа. Не маючи допомоги Візантії у протидії угорцям, Петир уклав з ними угоду, яка трактувалася як порушення домовленостей з Візантією, у свою чергу вона перестала сплачувати данину і розпочала 967 року військові дії.
Нова загроза Болгарії виникла на півночі, коли підбурений Візантією київський князь Святослав на чолі 60-тисячного війська вирушив до Болгарії, завдавши поразки у районі Добруджі, закріпившись у Преславці. Старий і хворий Петир прийняв монашу схиму і відійшов від влади.
Зацікавлена у зупинці Святослава Візантія повернула синів Петира до Болгарії (старший з них Борис ІІ посів трон (969—971)) і надала військову допомогу. У цей час Святослав повернувся до Києва, звільнив свою столицю з облоги печенігів і знову пішов на Болгарію. 969 року переміг болгарське військо, зайняв усю Північну Болгарію. Зокрема столицю Преслав. Без допомоги Візантії Борис ІІ став вимушеним союзником Святослава. Залишивши у Преславі гарнізон, Святослав разом з загонами болгар, печенігів та угорців пішов походом на Константинополь. Наприкінці 969 року у Візантії відбувся державний переворот і трон посів полководець Іоанн Цимісхій, який розбив 970 року війська Святослава біля Аркадіополя, а 971 року здобув Преслав, узяв у полон царя Бориса ІІ, пограбував скарбницю і рушив на Доростол, де були основні руські сили на чолі з Святославом. Після трьох місяців облоги Святослав погодився на мир, відмовившись від завойованих територій в обмін на безперешкодне повернення до Києва. По дорозі на нього напали печеніги і розбили, Святослав загинув у бою.
У цей час Іоанн Цимісхій підкорив північно-східну частину Болгарії, перетворивши її на візантійську провінцію. Царя Бориса ІІ з родиною привезли до Константинополя і детронізували. Щоб підтвердити, що Болгарія як держава більше не існує, Іоанн Цимісхій перейменував її столицю Преслав на свою честь — Іоаннополь.

## Охридський період болгарської історії. Самуїлова держава
Центр болгарського державного життя перемістився до Македонії, яка зберегла свій економічний і людський потенціал. На цих західних землях спершу встановилася тетрархія (чотиривладдя) синів родича царя, управителя Средецької області (сучас. Софія) Ніколи. Його сини Давид, Мойсей, Арон і Самуїл протистояли візантійцям ще за часів Бориса ІІ, а після смерті Йоанна Цимісхія 976 року розпочали військові дії і звільнили землі Північно-Східної Болгарії. У цій боротьбі Давид і Мойсей загинули, Арон був страчений за підозрою у змові з ворогом і Самуїл зосередив всю владу у своїх руках. Але Візантія протиставила йому детронізованого Бориса ІІ і Романа, яких випустили з полону і повернули Болгарії. Під час переходу кордону Борис загинув, а Роман прибув до Самуїла і був визнаний царем, який номінально правив з 976 до 997, хоч реальна влада була у Самуїла. Столицею держави був Охрид, куди перемістилася і резиденція болгарських патріархів.
У 979—985 роках Самуїл воював з Візантією, розширивши свої території за рахунок Епіру та Фессалії. 986 року візантійський імператор пішов походом на Средец (Софію), але облога фортеці не була успішною. На зворотному шляху візантійці були атаковані та розбиті, а сам імператор ледве втік. Після цього Самуїл повернув майже всі болгарські землі, захоплені візантійцями, й заволодів Фракією та Егейською Македонією. 995 року болгари перемогли візантійців під Солунем і пограбували грецькі колонії.

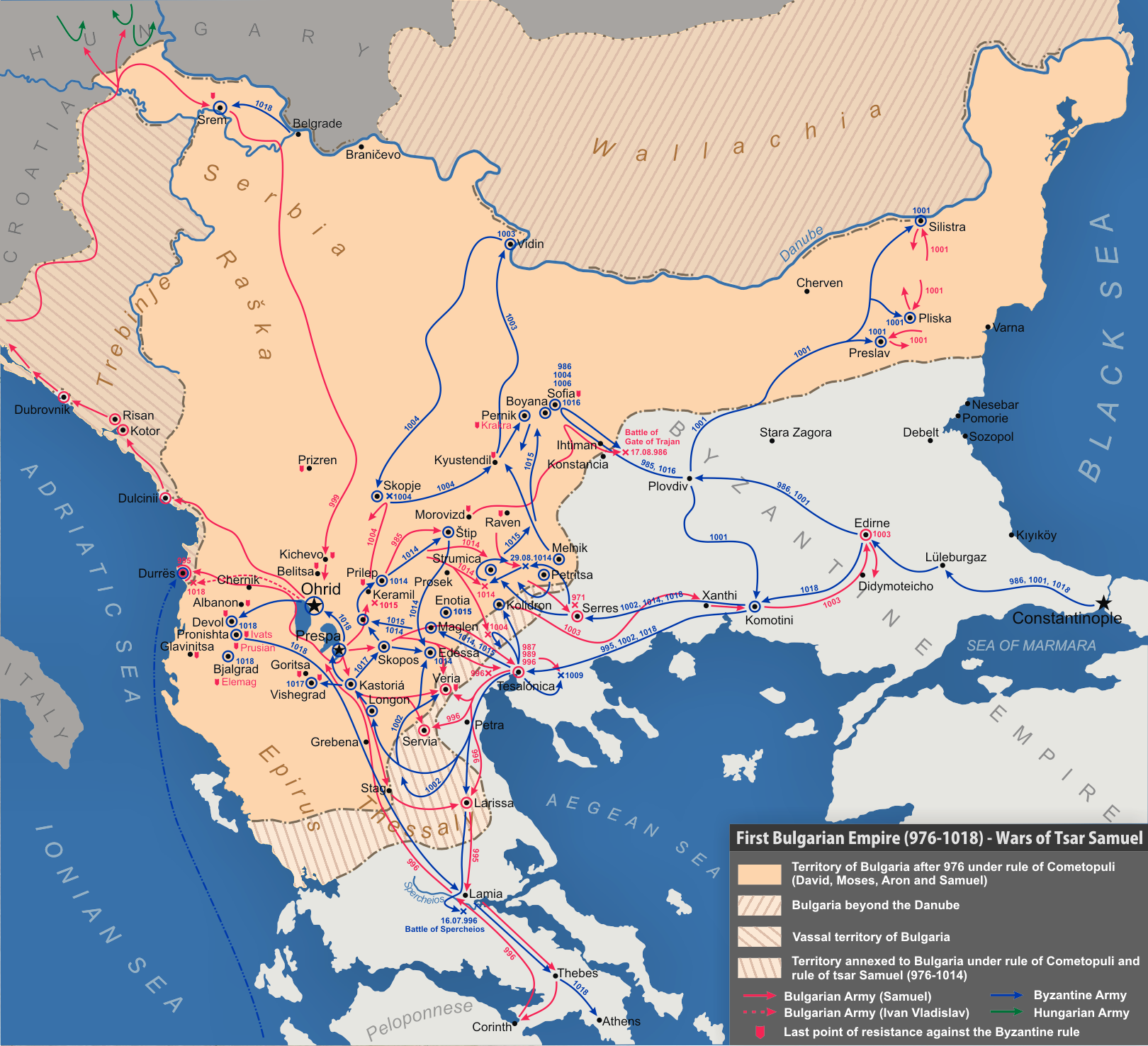
Болгарія за царя Самуїла

991 року цар Роман під час військового походу потрапив у візантійський полон, де 997 року помер. Дізнавшись про його смерть Самуїл проголосив себе царем.
Перед тим 996 року відбувся перелом у війні з Візантією. Переобтяжене трофеями болгарське військо поверталося з Середньої Греції, але було атаковане візантійцями поблизу Фермопіл і зазнало поразки. 12 тисяч воїнів потрапили в полон, а Самуїл і його син Гавріл Радомір повернулися поранені. Але Самуїл не почав готувати відсіч Візантії, а 998 року здійснив походи на західні землі, приєднавши території Рашки (Сербії), Боснії та район Адріатики. Конфлікт з Угорщиною за Сремську область вирішено династичним шлюбом Гавріла Радоміра з угорською принцесою Гейзою.
Розширення Болгарських територій за рахунок Візантії викликало спротив і у 1000—1002 роках імператор Василій ІІ знову захопив Мізію, Добруджу, Відінську і Средецьку області, відновив владу у Фессалії. Самуїл пішов на Адріанополь, але безуспішно. Болгарсько-візантійська війна тривала до 1009 року, за цей час болгари двічі зазнавали серйозних поразок — біля Скоп'є (1003) та Солуня (1009). Після невеликої перерви 1014 року у новому поході візантійці перемогли болгар поблизу теперішнього села Ключ у долині Струми. Понад 14 тисяч болгарських воїнів потрапили у полон, їх було осліплено (за винятком кожного сотого, якому лишали одне око) і відпущено на батьківщину. За цю жорстокість Василій ІІ отримав прізвисько Болгаробійця. Побачивши своїх скалічених воїнів Самуїл помер від серцевого нападу (1014).
Син Самуїла Гаврило Радомир (1014—1015) намагався протистояти візантійцям, але став жертвою інтриги свого кузена Івана Владіслава, сина Арона. Іван Владислав (1015—1018) став останнім царем Першого Болгарського царства. Він намагався примиритися з Візантією, але імператор вимагав повної капітуляції, на що Іван Владислав пристати не хотів. Натомість він пішов походом на адріатичне узбережжя, де під час облоги фортеці Драч загинув 1018 року.
Його смерть принесла розкол у болгарському суспільстві: вдова і патріарх підтримали капітуляцію перед Візантією, а спадкоємець трону Пресіан прагнув боротьби, але він не зміг перемогти у боротьбі. Під час походу Василія ІІ 1018 року більшість фортець здавалися без бою. Цариця Марія написала імператору, що добровільно віддає йому Болгарське царство, тому міста не зазнавали плюндрувань, Василій ІІ забирав лише скарбницю болгарських царів. Представники поваленої династії та охочі вельможі були переселені до Малої Азії, де отримали маєтності і посади.
Натомість спадкоємець Пресіан із двома братами Алусіаном і Ароном відступили в гори і якийсь час вели нерівну боротьбу. Втім Перше Болгарське царство було остаточно підкорено і вона стала частиною візантійських володінь.

## Економіка і соціальні відносини
Основним заняттям слов'янського населення було землеробство. Вирощували пшеницю, жито, ячмінь, просо, овочі, виноград, а з технічних культур — льон. Обробіток земель вівся переважно дерев'яним ралом, але застосовувалися і залізні лемеші, а також лопати, серпи, коси. На територіях, яку заселяли болгари, і особливо у гірських районах, розвинулося скотарство. Основним видом землеволодіння була приватна власність, яка поділялась на дрібну селянську, велику феодальну (володіла світська і духовна знать). А володіння державного правителя становили окремий вид власності, який прирівнювався до державної власності. Ще один вид власності — громадська земля, яка перебувала у спільному користуванні членів громади (пасовища, сінокоси, водойми), поступово громадська власність перейшла до рук феодальної власності.
Володіння великого землевласника складалося з панського маєтку та дрібних ділянок, які перебували у користуванні зубожілих чи безземельних селян, за що ті сплачували продуктову і відробіткову ренту. Такі селяни потрапляли у залежність і не могли самовільно лишати оброблювані землі, попри те, що юридично вони лишалися вільними. І вільні, і залежні селяни мали виконувати натуральні і відробітні повинності на користь держави.
Незначну категорію населення становили раби, якими ставали військовополонені. Їх рідко використовували в господарстві, але часто продавали торговцям.
У містах розвивалися ремесла: гончарство, ткацтво, кожушництво, виробництво цегли, плитки, скла, обробка міді, заліза, срібла. При майстерні містилася і крамниця, лише згодом збут перейшов до купців. Ремісники болгарських міст не мали змоги об'єднуватися в цехи і відстоювати корпоративні інтереси чи впливати на державні події.
Господарство переважно було натуральним, як і обмін. Гроші почали використовувати десь з ІХ ст. Перша Болгарська держава своїх грошей не карбувала і користалася візантійськими. У ІХ-Х ст. Болгарія активно веде торгівлю сільськогосподарськими продуктами, які мали попит у Візантії, Угорщині, Чехії, Київській Русі.